# Mbissine Thérèse Diop

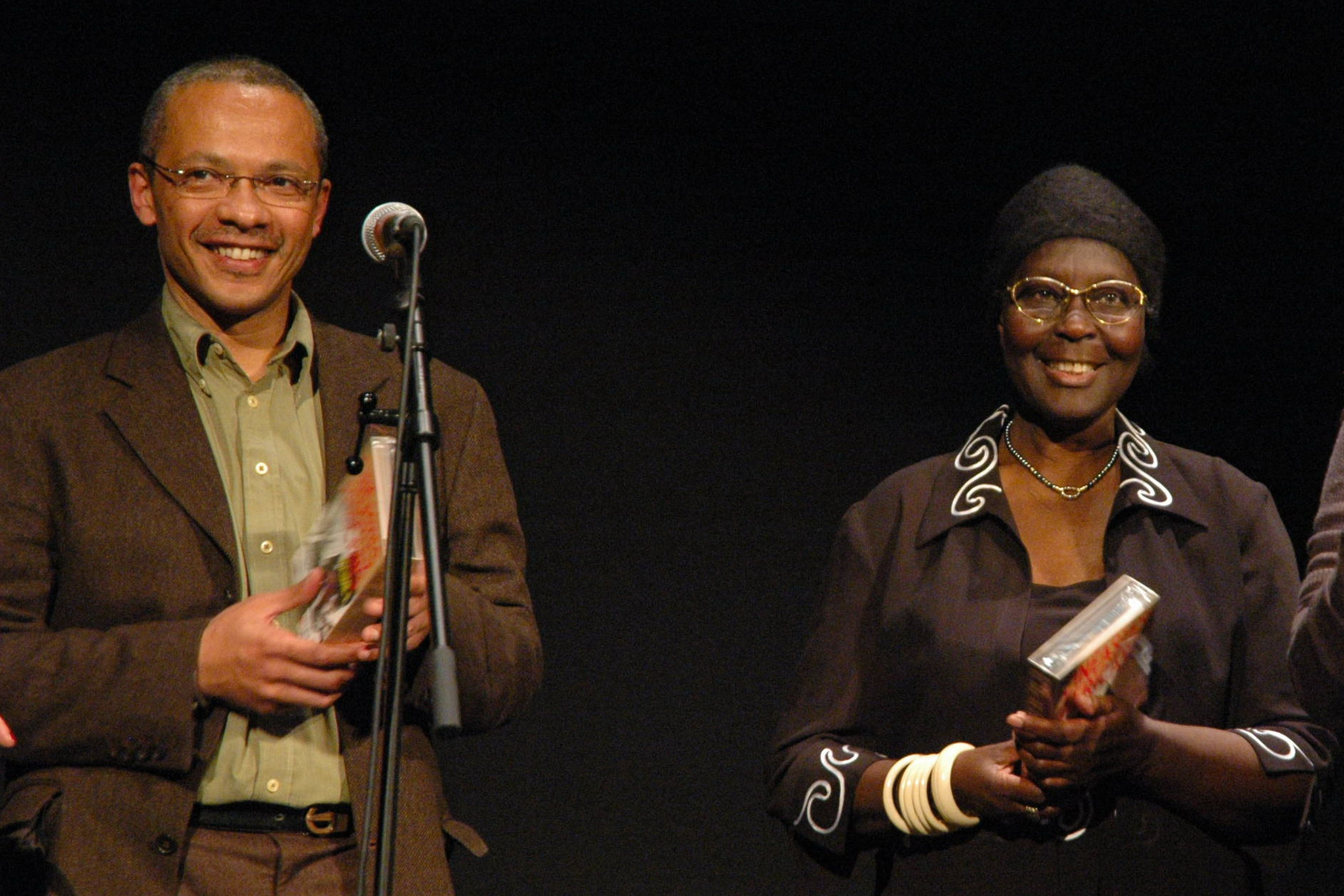
Mbissine Thérèse Diop gemeinsam mit Ousmane Sembènes Sohn (2009)

Mbissine Thérèse Diop (geb. um 1949 in Dakar) ist eine senegalesische Schauspielerin.

## Leben
Diop wurde als ältestes von mehreren Kindern in Dakar geboren. Ihre Mutter war Katholikin, ihr Vater Muslim und sie wurde in den Traditionen beider Religionen erzogen. Sie wuchs bis zum Alter von zwei Jahren bei ihrem Großvater mütterlicherseits auf einer der senegalesischen Muschelinseln auf. Als der Großvater starb, kam sie zu ihrer Mutter nach Dakar. Im Alter von 13 Jahren lebte sie für drei Jahre auf Korsika.
Mbissine Thérèse Diops erste und wichtigste Filmrolle war die der Protagonistin in Ousmane Sembènes 1966 veröffentlichtem Spielfilm Die Schwarze aus Dakar. Der Film gilt als der erste Langspielfilm des afrikanischen Kinos und Diop wird damit oft eine Vorreiterrolle für afrikanische Schauspielerinnen nach ihr eingeräumt. Zur Zeit der Entstehung von Die Schwarze aus Dakar war sie ca. 16 Jahre alt und gerade aus Frankreich zurück nach Senegal gekommen, arbeitete als Schneiderin und studierte in Abendklassen Mode an einer Kunstschule in Dakar. Sie besuchte zu der Zeit auch Filmaufführungen und war interessiert, mehr über das Filmemachen zu erfahren. An ihrer Kunstschule nahm sie Schauspielstunden bei Robert Fontaine, der im Film ihren Arbeitgeber spielt. Sie erhielt die Rolle durch ein Foto, das ein Fotograf aus der Elfenbeinküste von ihr machte. Sembène sah das Foto auf einer Ausstellung, erkundete sich beim Fotografen über sie und besuchte sie.
Die Reaktionen auf ihre Rolle in dem Film waren in ihrem familiären und sozialen Umfeld eher negativ: „Es gab die, die sagten, dass eine afrikanische Frau, die im Kino schauspielerte, eine unmoralische Frau sei.“ Ihre Mutter sprach monatelang nicht mehr mit ihr aufgrund ihrer Tätigkeit als Schauspielerin. In der späteren und internationalen Filmkritik erhielt sie viel Lob für ihre Darbietung.
Nach Die Schwarze aus Dakar nahm sie nur wenige Filmrollen an und blieb weiterhin Schneiderin. 1969 war sie Jurymitglied beim Internationalen Filmfestival Moskau. In einer sowjetischen Verfilmung des Lebens von Patrice Lumumba spielte sie 1970 unter der Regie von Alexei Wladimirowitsch Speschnew. In einem anderen Film Sembènes, Emitaï, spielte sie eine Nebenrolle. Seit 1977 lebt sie in Paris.

## Filmografie
- 1966: Die Schwarze aus Dakar (La Noire de...)
- 1970: Tschernoe solnze (Черное солнце)
- 1971: Emitaï
- 2020: Mignonnes